# 23丁目駅 (BMTブロードウェイ線)
23丁目駅（23ちょうめえき、英語: 23rd Street）はニューヨーク市地下鉄BMTブロードウェイ線の駅である。マンハッタン区フラットアイアン地区の西23丁目と5番街、ブロードウェイの交差点に位置し、N系統が週末と深夜のみ、Q系統が深夜のみ、R系統が深夜を除く終日、W系統が平日のみ停車する。

## 駅構造
| G          | 地上階                         | 出入口 |
| P ホーム階 | 相対式ホーム、右側の扉が開く。 | 相対式ホーム、右側の扉が開く。 |
| P ホーム階 | 南行緩行線                     | ← 深夜帯・休日：シー・ビーチ線経由コニー・アイランド駅行き（14丁目-ユニオン・スクエア駅） ← 深夜帯：ブライトン線経由コニー・アイランド駅行き（14丁目-ユニオン・スクエア駅） ← ベイ・リッジ-95丁目駅行き（14丁目-ユニオン・スクエア駅） ← 平日：ホワイトホール・ストリート駅行き（14丁目-ユニオン・スクエア駅） |
| P ホーム階 | 南行急行線                     | ← 平日：通過 ← 深夜帯以外：通過 |
| P ホーム階 | 北行急行線                     | → 平日：通過 → → 深夜帯以外：通過 → |
| P ホーム階 | 北行緩行線                     | → 深夜帯・休日：アストリア-ディトマース・ブールバード駅行き（28丁目駅）→ 深夜帯：96丁目駅行き（28丁目駅）→ フォレスト・ヒルズ-71番街駅行き（28丁目駅）→ 平日：アストリア-ディトマース・ブールバード駅行き（28丁目駅）→                                                                                         |
| P ホーム階 | 相対式ホーム、右側の扉が開く。 | |

この駅は1918年1月5日に緩行線2線と急行線2線、相対式ホーム2面を有した地下駅として開業した。中央の急行線にホームは無く、平日にN系統が、深夜を除く終日Q系統が通過している。
駅は2度改装をしており、1度目は1970年代に行われ壁面タイルや老朽化した案内看板などを新しい物に置き換え、白熱灯は蛍光灯に置き換えられた。2001年には2度目の改装が行われ、床面タイルの張り替えや老朽化した階段の修復、開業当初の壁面タイリングの復元、ADAへの準拠による黄色い転落防止タイルの設置、標識の更新などが行われた。
ホームには2002年にキース・ゴダールにより製作された『Memories of Twenty-Third Street』というアートワークが飾られており、オスカー・ワイルドやサラ・ベルナール、W・E・B・デュボイスなどのフラットアイアン地区の有名人が着用した帽子が紹介されている。

### 出口

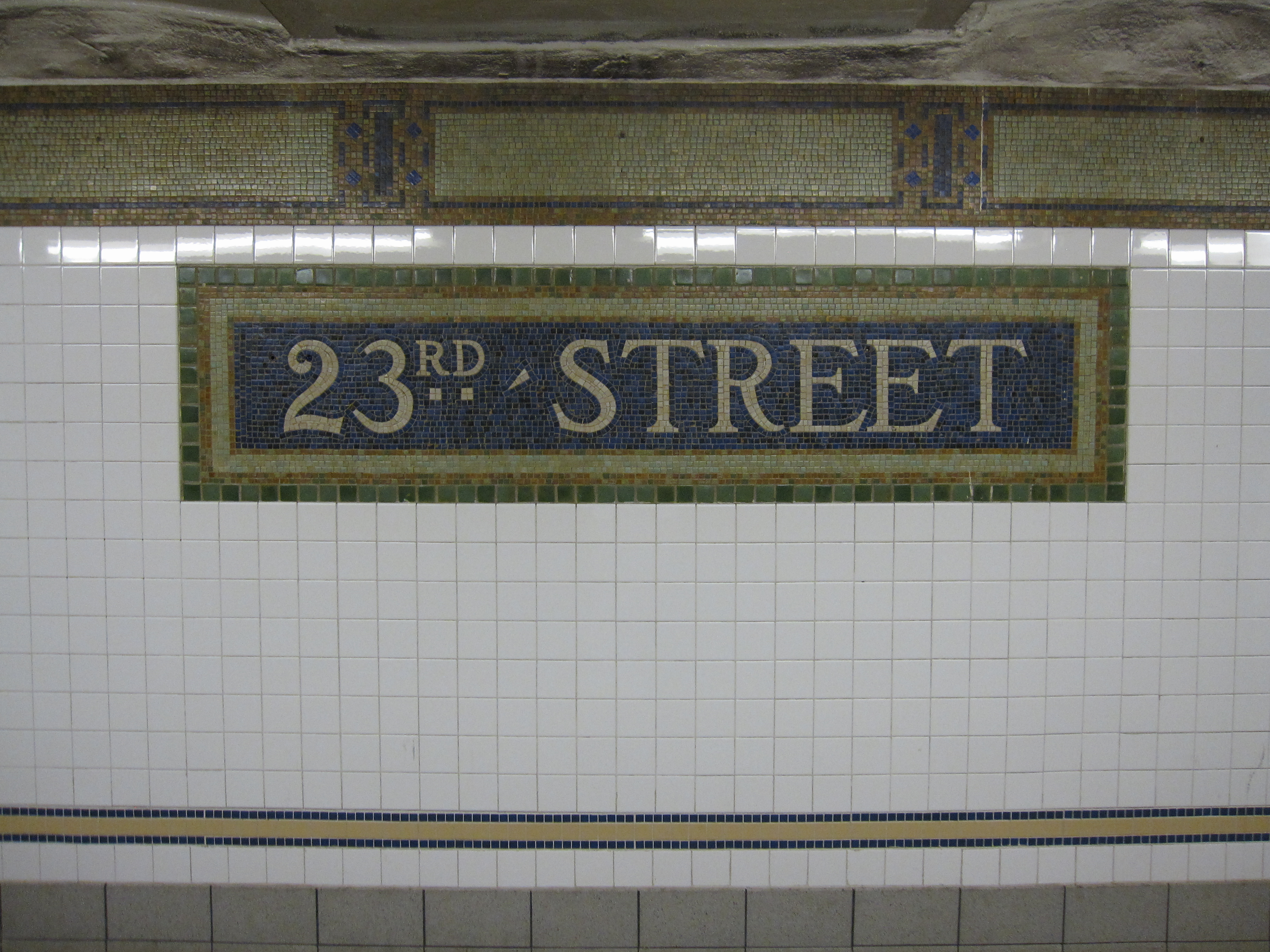
駅名標

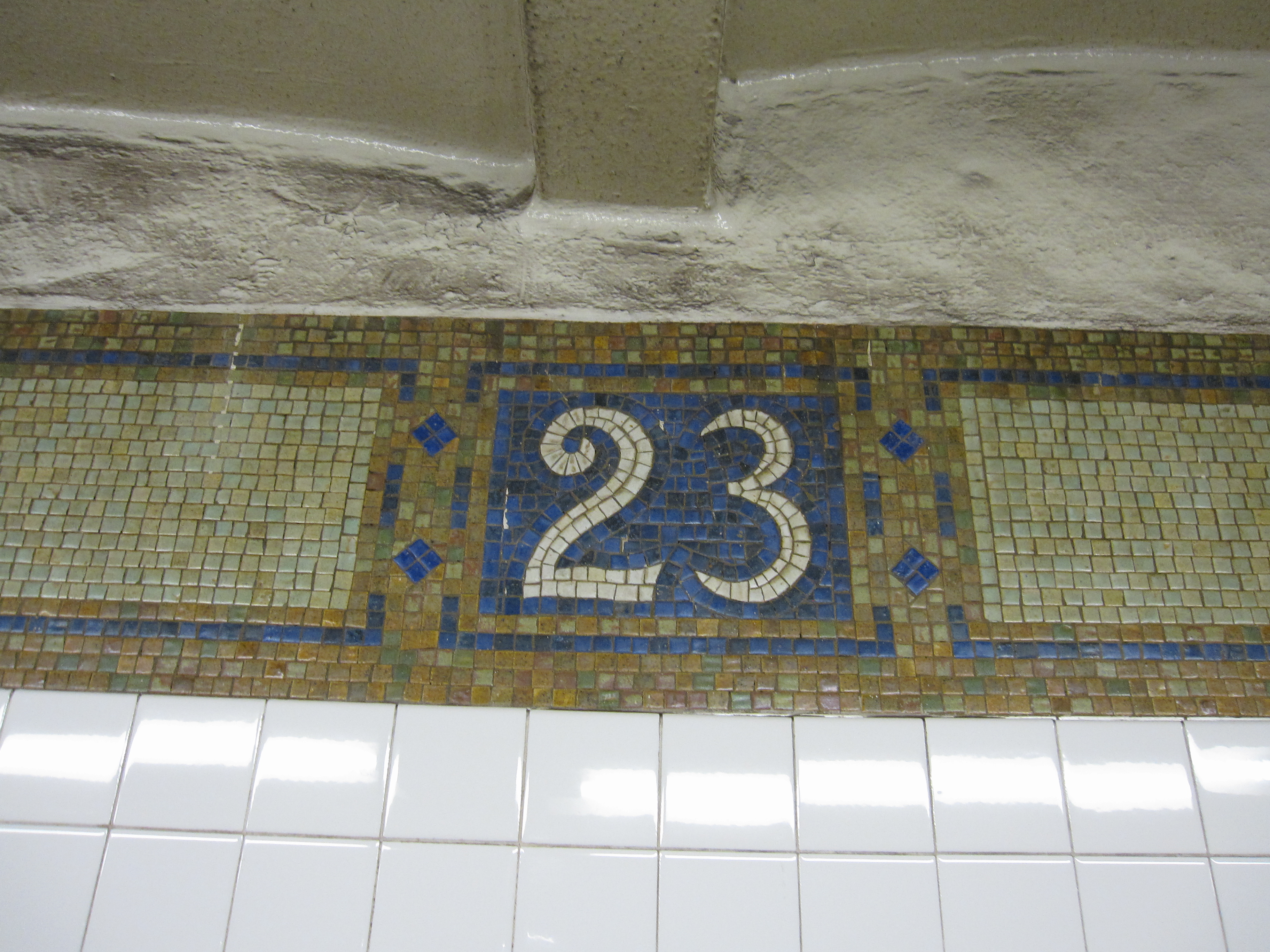
モザイクを用いた小さな標

この駅には改札階が無くホーム階両端に改札口が1ヶ所ずつあり、ホーム間連絡通路はないため各ホームで独立しており、南北計4ヶ所の改札口がある。主要な改札口は両ホーム北側の西23丁目とブロードウェイ、5番街の交差点付近にある物で、北行ホーム側には回転式改札機ときっぷ売り場、地上への4つの階段が、南行ホーム側には回転式改札機と閉鎖された窓口、地上への2つの階段がある。
南端の改札口は西22丁目にあり、北行ホーム側には回転式改札機と地上への1つの階段がある。南行ホーム側には北行ホーム側と同じく回転式改札機と地上への1つの階段があるが、こちらは退場専用で駅への入場はできない。
- 階段1つ、西24丁目と5番街、ブロードウェイの交差点南西、南行ホーム接続[3]。
- 階段2つ、西23丁目とブロードウェイの交差点北東、マディソン・スクエア・パーク内、北行ホーム接続[3]。
- 階段2つ、西23丁目とブロードウェイの交差点南東、北行ホーム接続[3]。
- 階段1つ、西23丁目とブロードウェイの交差点南西、南行ホーム接続[3]。
- 階段1つ、西22丁目とブロードウェイの交差点北東、北行ホーム接続[3]。
- 階段1つ、西22丁目のブロードウェイの交差点北西、南行ホーム接続（退場専用）[3]。

## 突き落とし事件
1999年1月3日、統合失調症の男性アンドルー・ゴールドスタインは当時32歳のジャーナリストであり写真家であったケンドラ・ウェブデールを南行ホームから線路上へと突き落とし、折しも入線してきたN系統に轢かれてウェブデールは死亡した。その後の裁判でゴールドスタインは精神状態から責任能力が無いと判断され2度の無効審理を受けているが、2006年10月に過失致死罪を認め23年の懲役刑を命じられた。